# Forn d'en Soler
El Forn d'en Soler és un forn de rajols de Massanes (Selva) que forma part de l'Inventari del Patrimoni Arquitectònic de Catalunya.

## Descripció
Antic forn de rajols situat molt a prop de Can Gabriel. Es troba en una estructura de planta baixa amb coberta de teula àrab a dues vessants desiguals. No fa gaire es va fer una ampliació per la seva part dreta.
Només té dues obertures en arc pla, la de la dreta molt petita i una porta de garatge, amb llinda i brancals de maó vist. L'edificació està feta amb maons arrebossats.

## Història
El forn estigué en funcionament fins a la Guerra Civil. El seu estat de conservació és molt bo, ja que l'amo s'encarrega de que es trobi en bon estat i està molt protegit.